# Copaxa olivina
Copaxa olivina är en fjärilsart som beskrevs av Max Wilhelm Karl Draudt 1927. Copaxa olivina ingår i släktet Copaxa och familjen påfågelsspinnare. Inga underarter finns listade i Catalogue of Life.